# Crocus hartmannianus
Crocus hartmannianus — вид квіткових рослин з роду Крокуси родини Ірисові. Це багаторічна рослина, родом з Кіпру.
Рослини населяють гори Троодос, де трапляються рідко, цвітіння відбувається в середині лютого. Близько споріднений з Crocus cyprius, але відрізняється більш грубими паралельно волокнистими оболонками бульбоцибулин.